# Penteo

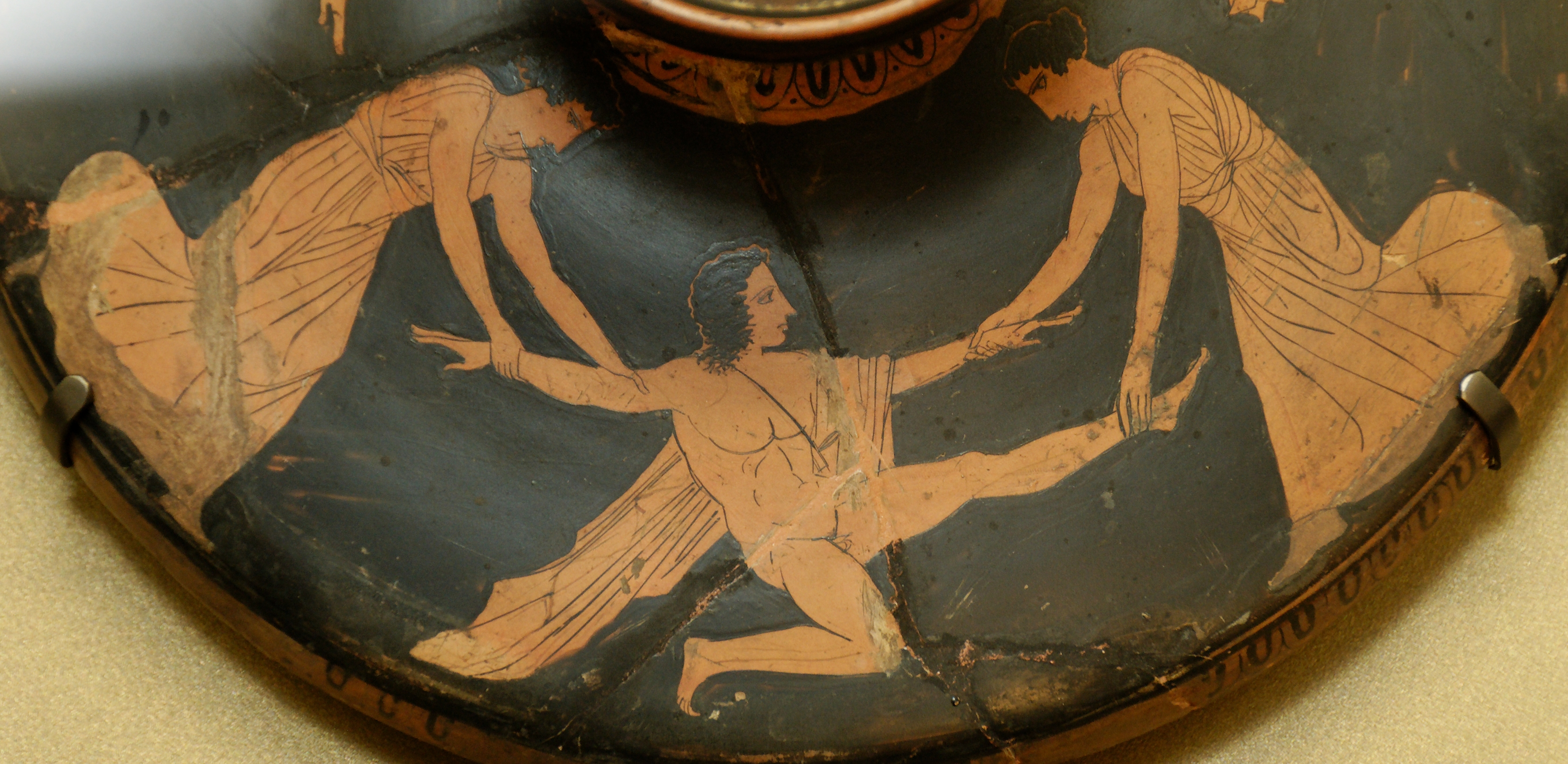
Penteo desgarrado por Ino y Ágave, detalle de la tapa de una lecánide de cerámica ática de figuras rojas (450-425 a. C. Museo del Louvre).

En la mitología griega, Penteo (en griego: Πενθεύς Pentheús) era un rey de Tebas, hijo de Equión (uno de los espartos), y de Ágave, hija de Cadmo, conocido por el patronímico de Equiónida.
Como rey de Tebas, sucedió en vida a Cadmo, que le cedió el trono por su avanzada edad. Se opuso a la difusión en Tebas del culto al dios Dioniso, con sus rituales desenfrenados. Perdió la vida por su oposición a dicho dios, quedando como el prototipo del impío castigado por su orgullo, destino también compartido por Licurgo. 

## Tradición mítica
Esquilo escribió una tragedia homónima, el Penteo, hoy perdida. El núcleo de la tradición mítica en torno a Penteo hay que buscarlo en el texto de la tragedia Las bacantes, de Eurípides. El mismo nombre «Penteo», como señala el personaje Dioniso en dicha tragedia, significa «hombre de las penas», y se refiere a su muerte por desmembramiento.
La narrativa de la tragedia es como sigue: en Tebas Cadmo abdicó en favor de Penteo a causa de su avanzada edad. Penteo prohibió el culto de Dioniso, el hijo de su tía Sémele, y no permitió que las mujeres tebanas participaran en sus rituales. Dioniso hizo que Ágave, madre de Penteo, y sus tías Ino y Autónoe se refugiaran en el monte Citerón donde se entregaron a un frenesí báquico. Penteo entonces las mandó encarcelar, pero Dioniso hizo que sus cadenas cayeran y que las puertas de la cárcel se abrieran para ellas, quienes volvieron al campo a proseguir sus ritos salvajes. Posteriormente, Dioniso logró atraer a Penteo fuera de Tebas para que pudiera espiar los ritos báquicos. Las bacantes lo vieron en un árbol y pensaron que era un animal salvaje. Penteo fue derribado y desgarrado miembro a miembro por ellas (sparagmos), y por esa acción terminarían exiliadas de Tebas.
Penteo murió joven, siendo aún un efebo. Tuvo una corta vida y no engendró hijos. Tan sólo en una fuente se nos dice que su hijo fue un tal Óclaso, un mero eslabón genealógico, de quien lo único que sabemos es que a su vez fue padre de Meneceo, conocido principalmente por ser el padre de Creonte y Yocasta.
| Predecesor: Cadmo | Reyes de Tebas | Sucesor: Polidoro |

## Enlaces externos

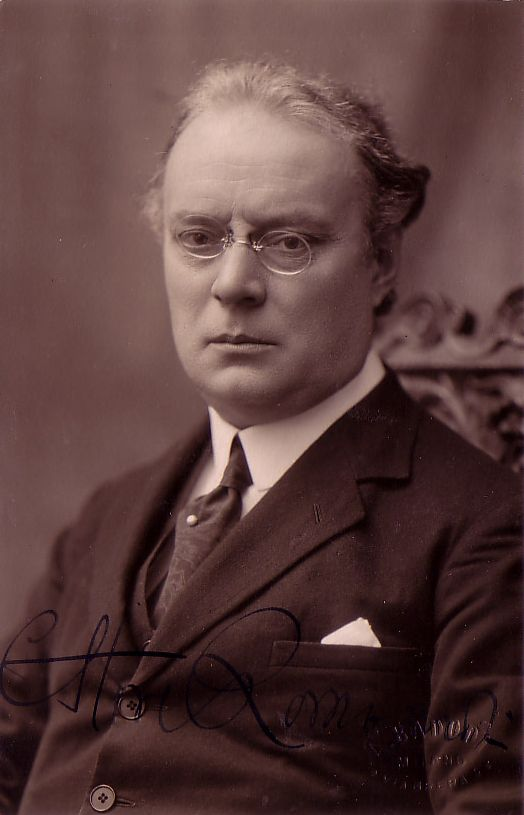
Ettore Romagnoli.